# Jasenie
Jasenie és un poble i municipi d'Eslovàquia que es troba a la regió de Banská Bystrica. El 2017 tenia 1.176 habitants.

## Història
La primera menció escrita de la vila es remunta al 1424.

## Demografia
| Godina             | 1994 | 2004   | 2014   | 2024   |
| ------------------ | ---- | ------ | ------ | ------ |
| Nombre de persones | 1188 | 1104   | 1197   | 1154   |
| Diferència         |      | −7,07% | +8,42% | −3,59% |

| Godina             | 2023 | 2024   |
| ------------------ | ---- | ------ |
| Nombre de persones | 1140 | 1154   |
| Diferència         |      | +1,22% |